# فلورنس بالارد
فلورنس بالارد (انگلیسی: Florence Ballard؛ ۳۰ ژوئن ۱۹۴۳ – ۲۲ فوریهٔ ۱۹۷۶) خواننده اهل ایالات متحده آمریکا و از پایه‌گذاران گروه موسیقی آوازی سوپریمز بود. او در شانزده ترانه از چهل تک‌آهنگِ برتر گروه خوانندگی کرد که ده‌تایشان هیت (Hit) شمارهٔ یک بودند.
مرگ فلورنس بالارد که در سی‌ودوسالگی بر اثر سکتهٔ قلبی رخ داد ضایعه‌ای تراژیک برای راک اند رول توصیف شده‌است. نام او به عنوان عضوی از سوپریمز سال ۱۹۸۸ به تالار مشاهیر راک اند رول وارد شد.